# 목조여래좌상 (부산광역시 유형문화재 제159호)
목조여래좌상(木造如來坐像)은 부산광역시 남구 부산광역시립박물관에 있는 조선시대의 불상이다. 2015년 7월 15일 부산광역시의 유형문화재 제159호로 지정되었다.

## 개요
목조여래좌상은 머리를 아래로 숙이고 결가부좌한 자세에 오른손은 손바닥을 바깥으로 하여 어깨까지 들고, 왼손은 다리 위에 살짝 든 상태에서 엄지와 중지를 맞댄 說法印을 하고 있다. 아래를 내려다보는듯한 가는 눈, 부드러운 눈썹 선에서 이어지는 쭉 뻗은 코, 입술의 양끝이 올라가 얕은 미소를 보이는 얼굴은 부드럽고 차분한 인상을 준다. 특히 방형의 얼굴은 턱을 둥글게 깎았으며, 양 볼이 부푼 듯 볼록하고 측면이 납작한 것이 특징인데, 이는 17세기 최고의 조각승으로 알려져 있는 玄眞의 작품들에서 보이는 특징과 유사하다. 
이 작품은 차분하면서도 근엄한 인상, 긴 상반신에 낮은 무릎과 적당한 다리 폭 등 17세기 전반 불상의 특징을 보인다. 특히 얼굴 표정, 왼팔 측면과 다리 위의 옷 주름 처리 등에서 현진의 불상 양식과 유사성을 보이고 있어 현진 또는 현진 계열 조각승에 의해 제작되었을 가능성이 높다는 점에서 조선 후기 불교조각의 흐름을 연구하는데 자료적 가치가 매우 높다. 또한 보존 상태도 좋은 편이며, 시대적 양식을 반영한 조형성을 지니고 있어 예술적 가치도 높은 작품이다.

## 참고 문헌
- 목조여래좌상 - 국가유산청 국가유산포털